# Severočeský krajský přebor 1987/1988
V soubojích Severočeského krajského přeboru 1987/88, jedné ze skupin 5. nejvyšší československé fotbalové soutěže, se utkalo 16 týmů dvoukolovým systémem podzim - jaro. 

## Výsledná tabulka
Zdroj:
| Poř. | Tým                           | Z  | V  | R  | P  | VG | OG | B  |
| ---- | ----------------------------- | -- | -- | -- | -- | -- | -- | -- |
| 1.   | TJ JZD Blšany                 | 30 | 19 | 8  | 3  | 60 | 20 | 46 |
| 2.   | TJ Spartak Ústí nad Labem „B“ | 30 | 18 | 9  | 3  | 76 | 23 | 45 |
| 3.   | TJ Slovan Duchcov             | 30 | 18 | 8  | 4  | 51 | 22 | 44 |
| 4.   | TJ Lokomotiva Bílina          | 30 | 15 | 9  | 6  | 58 | 38 | 39 |
| 5.   | TJ Sklo Union Teplice „B“     | 30 | 16 | 6  | 8  | 76 | 38 | 38 |
| 6.   | TJ Chemička Ústí nad Labem    | 30 | 13 | 8  | 9  | 53 | 42 | 34 |
| 7.   | TJ LIAZ Jablonec „B“          | 30 | 9  | 11 | 10 | 37 | 37 | 29 |
| 8.   | TJ Sokol Brozany              | 30 | 10 | 9  | 11 | 33 | 40 | 29 |
| 9.   | TJ Brňany                     | 30 | 11 | 6  | 13 | 45 | 51 | 28 |
| 10.  | TJ Český lev Tonaso Neštěmice | 30 | 10 | 6  | 14 | 45 | 55 | 26 |
| 11.  | TJ ŽBS Železný Brod           | 30 | 9  | 7  | 14 | 37 | 51 | 25 |
| 12.  | TJ SEPAP Jílové               | 30 | 8  | 8  | 14 | 34 | 57 | 24 |
| 13.  | TJ Sokol ZS Skorotice         | 30 | 10 | 4  | 16 | 25 | 52 | 24 |
| 14.  | TJ Rumburk                    | 30 | 7  | 8  | 15 | 29 | 42 | 22 |
| 15.  | TJ Baník Meziboří             | 30 | 3  | 10 | 17 | 28 | 66 | 16 |
| 16.  | TJ Sokol Zásada               | 30 | 2  | 7  | 21 | 20 | 73 | 11 |

Poznámky:
- Z = Odehrané zápasy; V = Vítězství; R = Remízy; P = Prohry; VG = Vstřelené góly; OG = Obdržené góly; B = Body

|  | Postup do Divize B 1988/89             |
|  | Sestup do příslušné I. A třídy 1988/89 |